# Espíritu Aloha

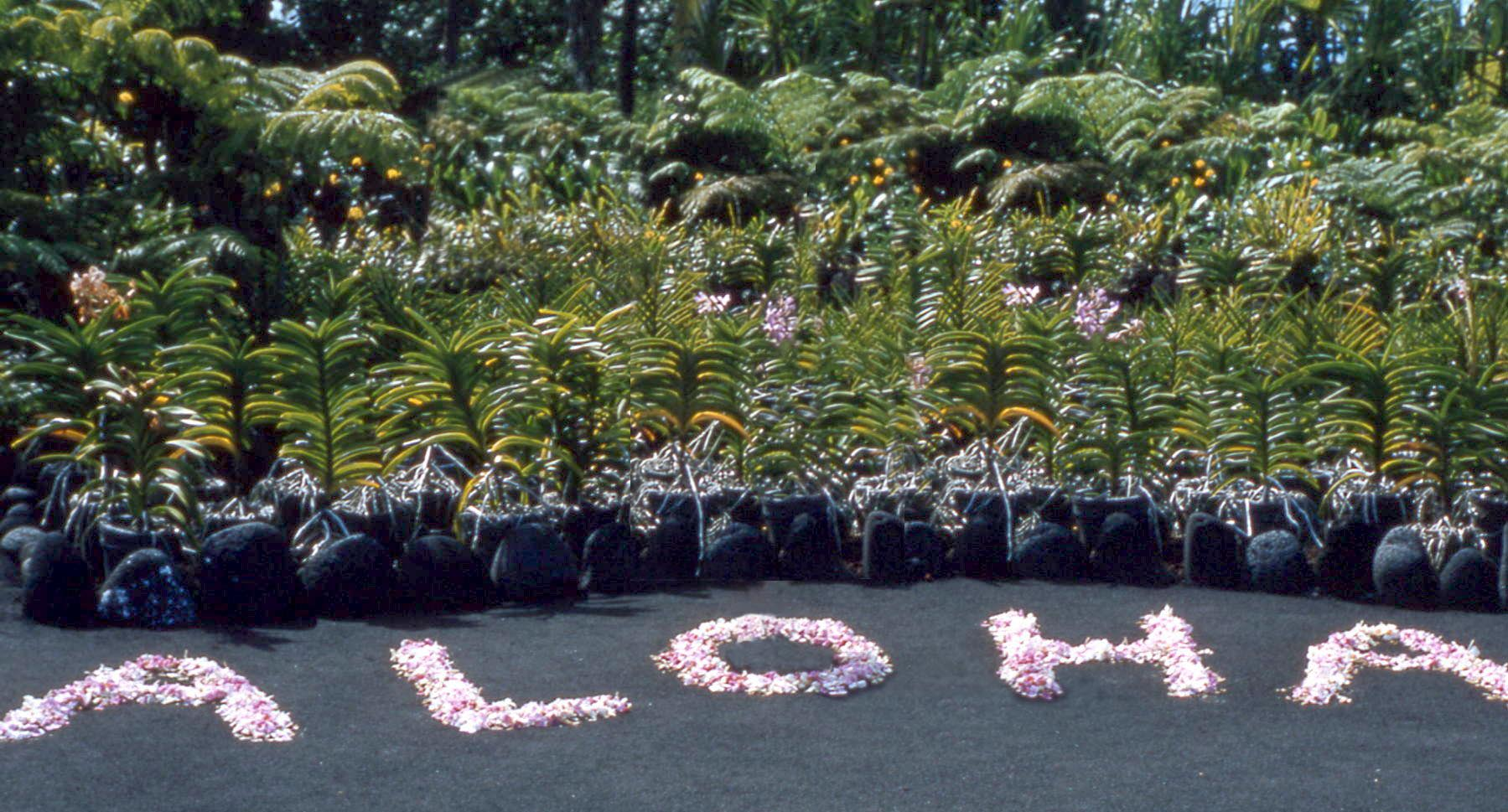
Flores que forman la palabra Aloha.

Aloha es la palabra hawaiana utilizada para saludar en Hawái y bendecir a los visitantes, que se podría traducir aproximadamente como belleza, paz, disfrute, o bienaventurado seas. Esta palabra deriva del idioma proto-polinesio *qarofa descendiente de la cultura proto-malayo-polinesia.
La cultura de Hawái define el «Espíritu Aloha» como la motivación que se expresa a través de la alegría, la cortesía, la simpatía y razonabilidad, y no obviando otros aspectos como serenidad, sensualidad y un sano orgullo. En su tradición, se considera que la motivación Aloha cura el espíritu y el cuerpo y contagia felicidad.